# Ключи (Ленинградская область)
Ключи — деревня в Будогощском городском поселении Киришского района Ленинградской области.

## История
По данным 1933 года деревня Ключи входила в состав Крестецкого сельсовета Киришского района.
Согласно переписи населения СССР 1939 года в деревне Ключи проживали 24 мужчины и 34 женщины, всего 58 человек.
По данным 1966 года деревня Ключи также входила в состав Крестецкого сельсовета.
По данным 1973 и 1990 годов деревня Ключи входила в состав Будогощского сельсовета.
В 1997 году в деревне Ключи Будогощской волости проживали 2 человека, в 2002 году — 3 (русские — 67 %, украинцы — 33 %).
В 2007 году в деревне Ключи Будогощского ГП проживали 4 человека, в 2010 году — 2.

## География
Деревня расположена в юго-восточной части района на автодороге 41К-115 (Кириши — Будогощь — Смолино).
Расстояние до административного центра поселения — 19 км.
Расстояние до ближайшей железнодорожной станции Будогощь — 17 км.
Деревня находится на правом берегу реки Шарья.

## Демография
| 1997 | 2002 | 2007 | 2010 | 2017 |
| ---- | ---- | ---- | ---- | ---- |
| 2    | ↗3   | ↗4   | ↘2   | ↘0   |

### Национальный состав
В 2002 году в деревне проживали 3 человека: двое русских и один украинец.
Согласно данным Всероссийской переписи населения 2021 года в деревне проживали 2 человека, оба русские.

## Улицы
Набережная.